# Bourg (Gironde)
Bourg (auch: Bourg-sur-Gironde; okzitanisch: Borg) ist eine französische Gemeinde mit 2.264 Einwohnern (Stand: 1. Januar 2022) im Département Gironde in der Region Nouvelle-Aquitaine. Sie gehört zum Arrondissement Blaye und zum Kanton L’Estuaire. Die Einwohner werden Bourquais genannt.

## Lage
Bourg liegt etwa 22 Kilometer nördlich von Bordeaux in der historischen Provinz Angoumois in der Kulturlandschaft der Charente am Ästuar der Gironde und einem Arm der Dordogne, in den hier der Moron mündet. Umgeben wird Bourg von den Nachbargemeinden Samonac im Nordwesten und Norden, Lansac im Norden, Tauriac im Nordosten und Osten, Prignac-et-Marcamps im Osten und Südosten, Ambès im Süden sowie Saint-Seurin-de-Bourg im Westen.
Durch die Gemeinde führt die frühere Route nationale 669 (heutige D669).

## Geschichte
Neben archäologischen Fundstätten, die eine gallorömische Besiedlung nachweisen, spielte die Stadt in den englisch-französischen Auseinandersetzungen im 13. und 14. Jahrhundert eine besondere Rolle. Sie war anfangs Teil des englisch dominierten Aquitaniens, aber die Franzosen besetzten 1224 die Stadt. Schon 1225 schafften die Engländer den Entsatz der Stadt. 1294 eroberten französische Truppen erneut die Gascogne. Bourg konnte zunächst noch von den Engländern gehalten werden und blieb dann umkämpft.

## Bevölkerungsentwicklung
| Jahr                       | 1962 | 1968 | 1975 | 1982 | 1990 | 1999 | 2006 | 2020 |
| Einwohner                  | 2518 | 2560 | 2318 | 2107 | 2158 | 2115 | 2198 | 2303 |
| Quellen: Cassini und INSEE |      |      |      |      |      |      |      |      |

## Sehenswürdigkeiten
- Ruine und Krypta der Kirche von Labarde, Monument historique
- Altes Rathaus, auch Haus Juraude, aus dem 18. Jahrhundert, heutiges Tourismusbüro
- Häuser aus dem 18. Jahrhundert im Ortskern
- Altes Steintor zum Flusshafen mit Resten der alten Befestigung (Zitadelle)
- Neugotische Kirche Église St Géronce de Bourg (1856)
- Waschhaus, erbaut 1868

Siehe auch: Liste der Monuments historiques in Bourg (Gironde)

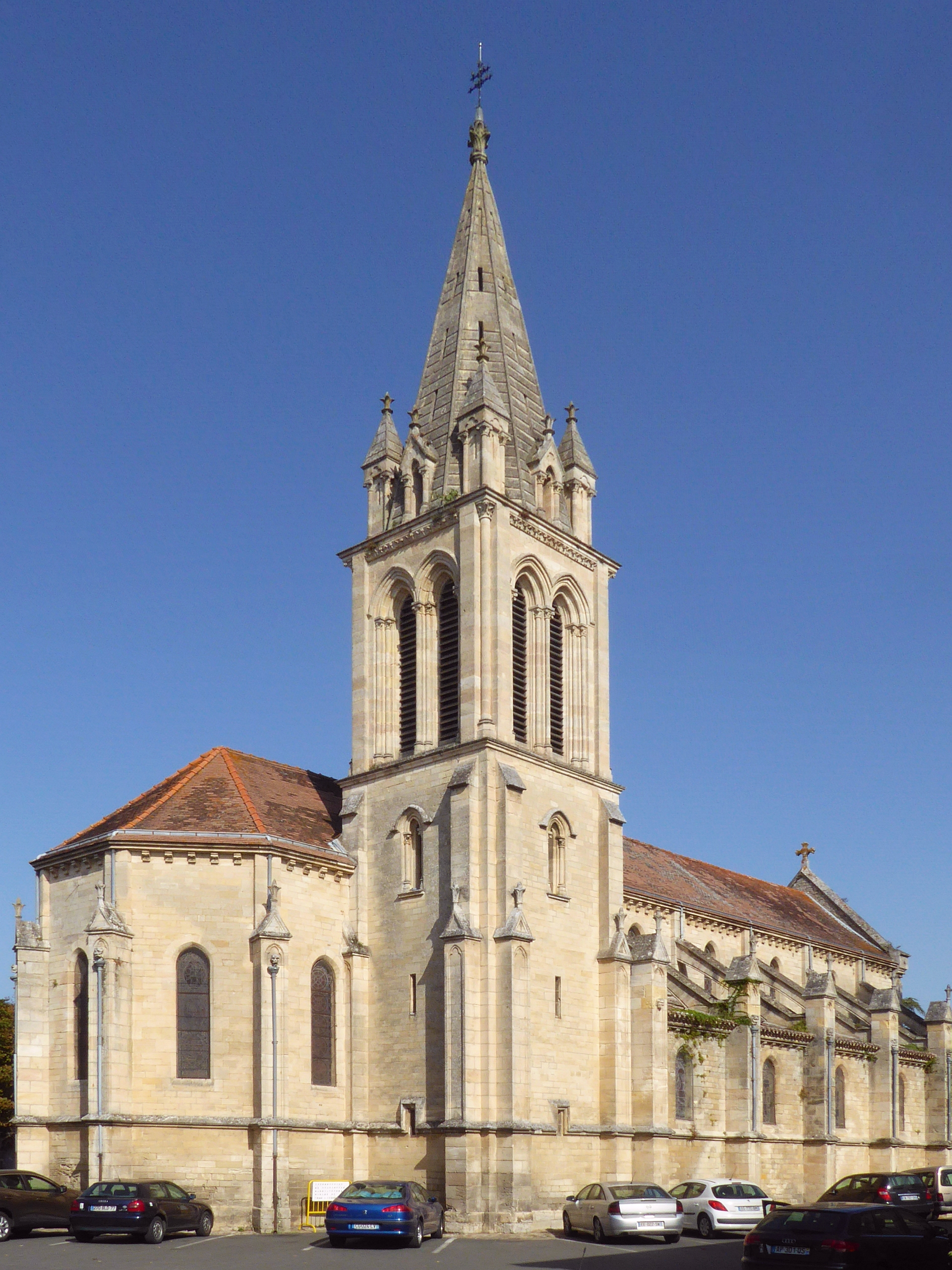
Neugotische Kirche von 1856 Église St Géronce de Bourg am Place du District in Bourg an der Dordogne
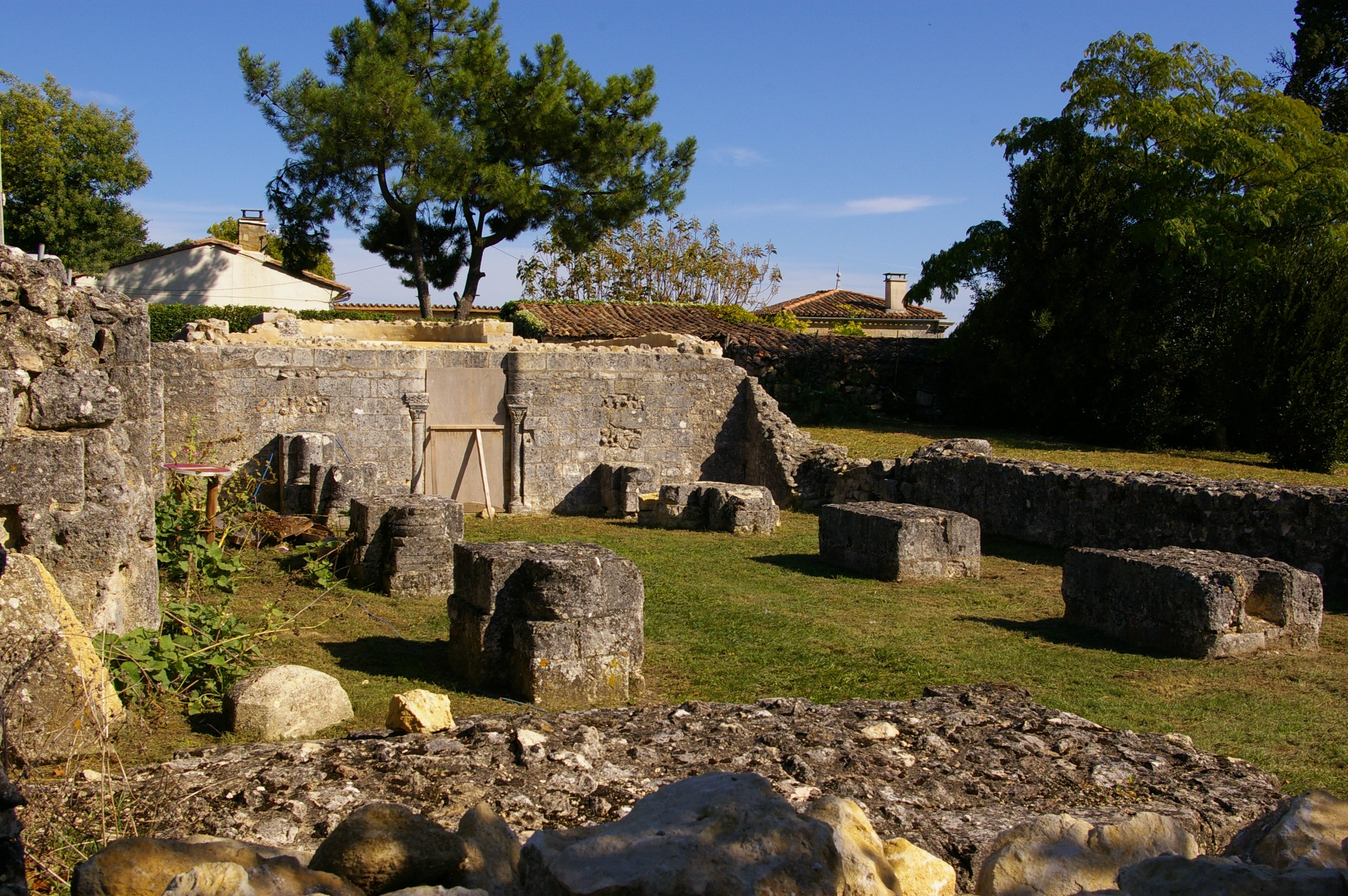
Ruine der Kirche von Labarde
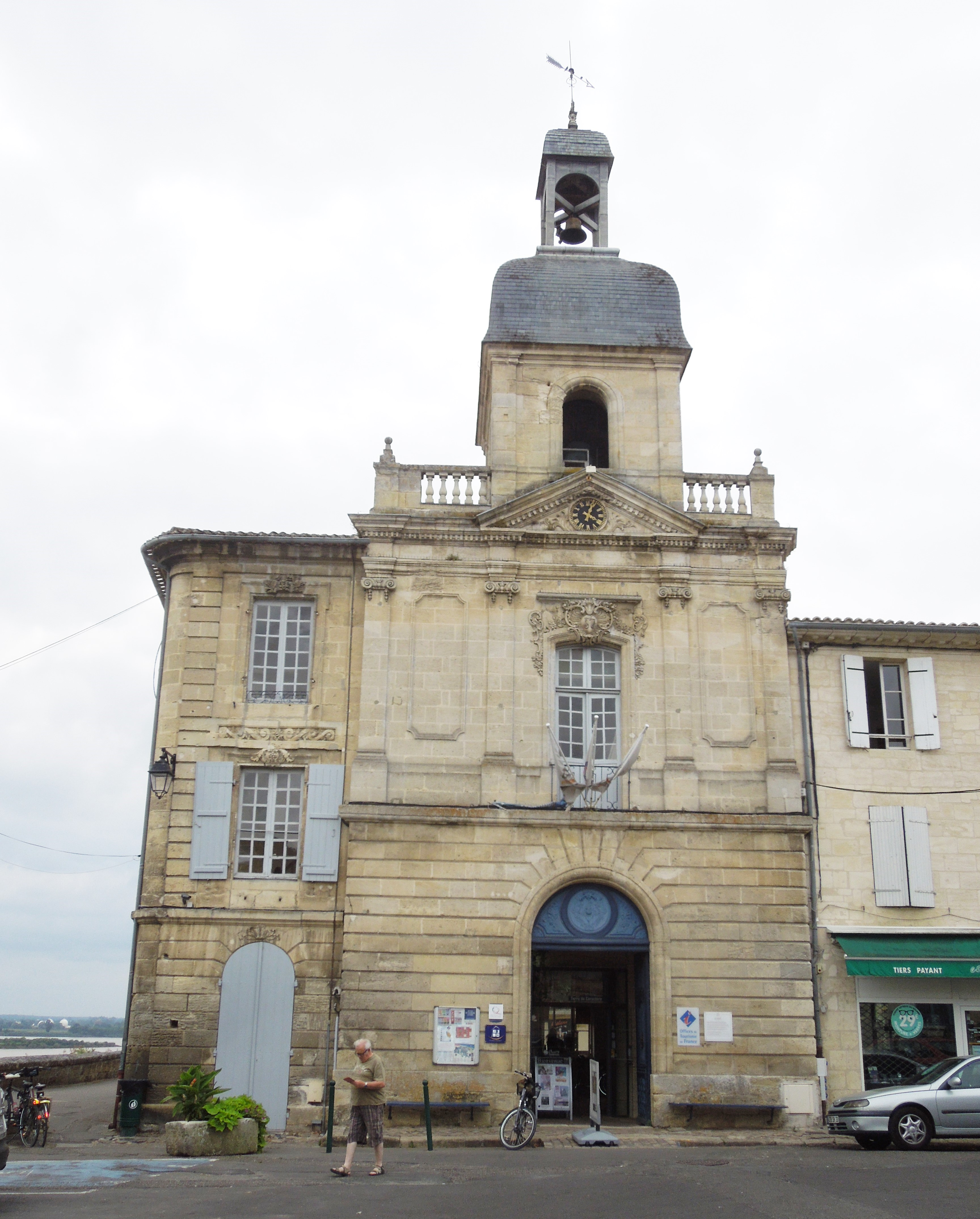
Juraude, ehemaliges Rathaus (Mairie), heute Tourismusbüro
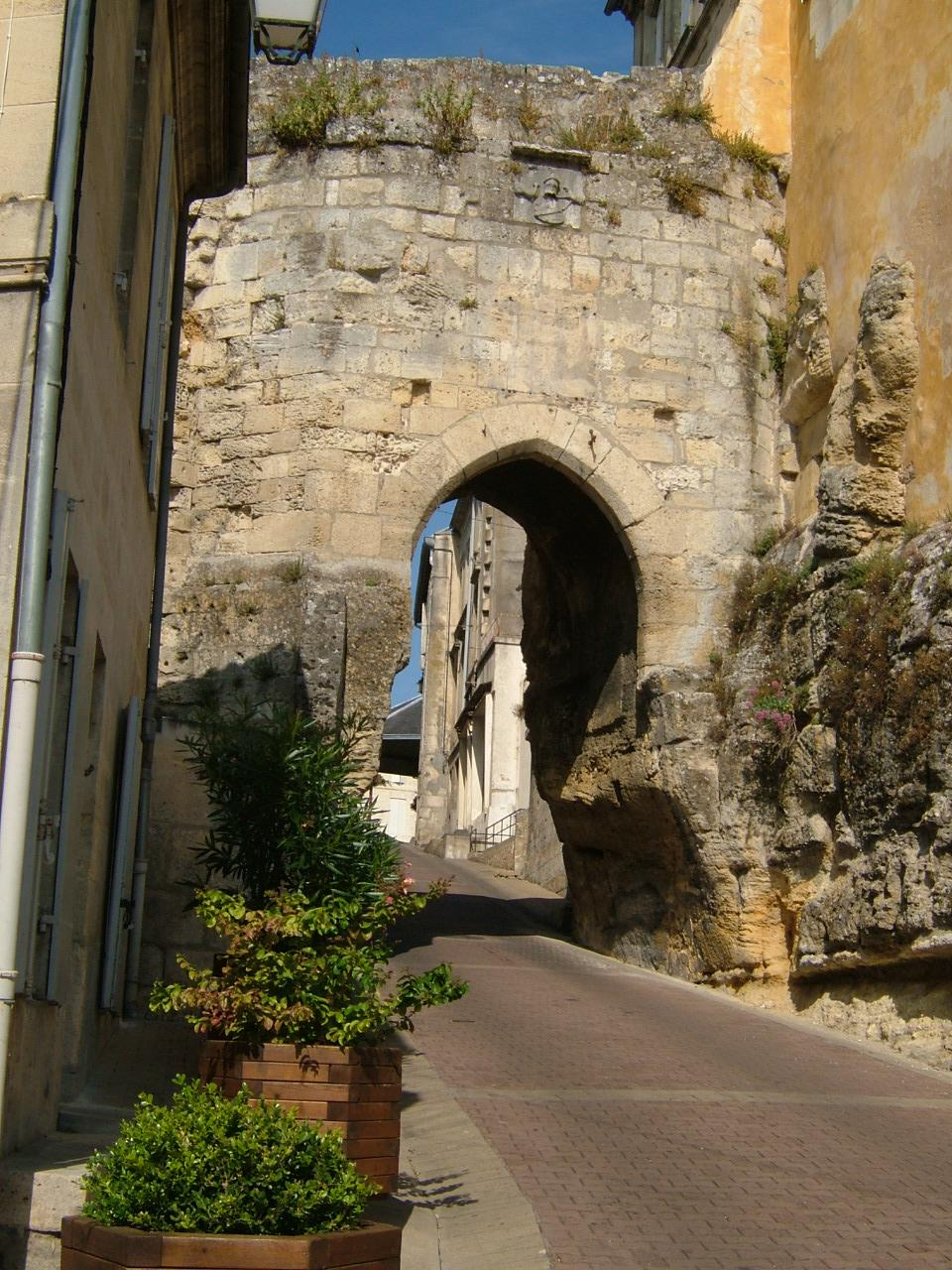
Steintor zum Hafen
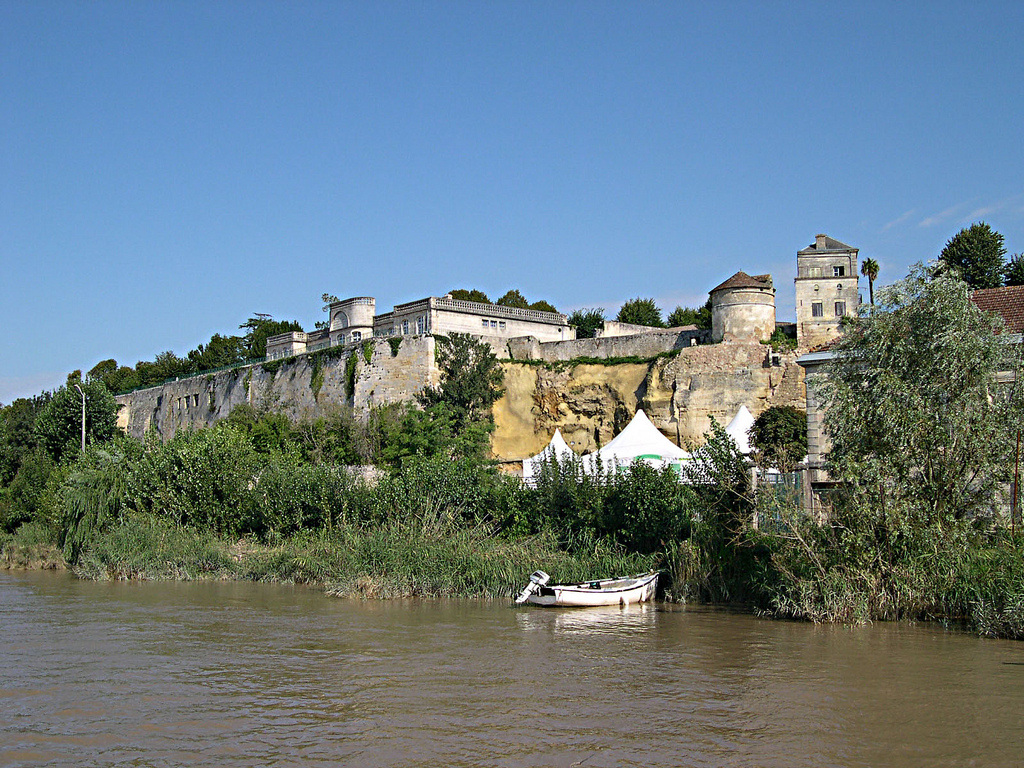
Blick auf die frühere Zitadelle
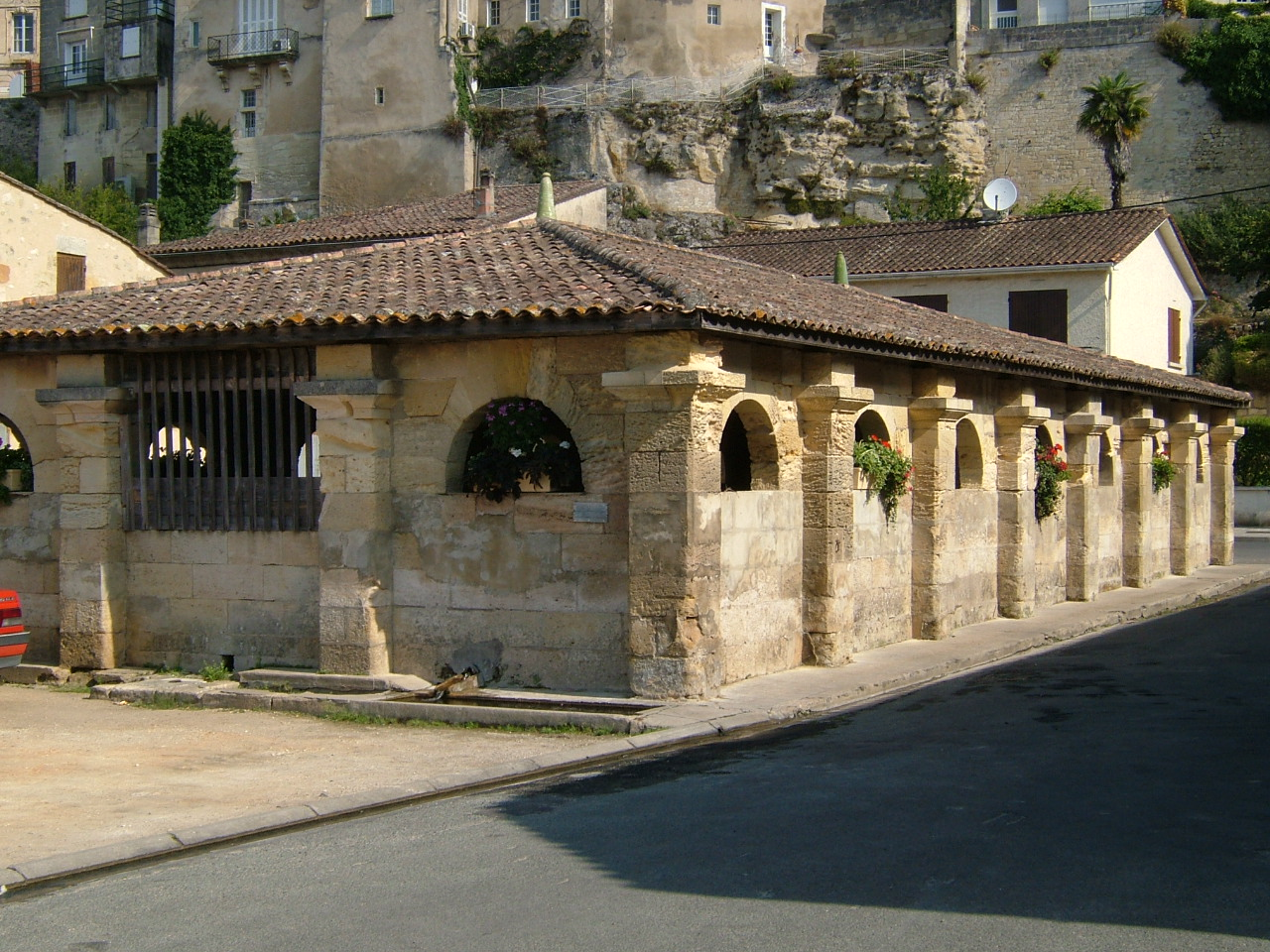
Waschhaus

## Gemeindepartnerschaft
Mit der französischen Gemeinde Salers im Département Cantal (Auvergne) besteht eine Partnerschaft.

## Persönlichkeiten
- Roger Mortimer of Chirk (1256–1326), Eroberer Bourgs und Blayes 1294, nachfolgend Gouverneur
- Jean de Labadie (1610–1674), zunächst Jesuit, dann Übertritt zum Protestantismus, Begründer der Labadisten
- Léo Lagrange (1900–1940), Politiker (SFIO), Unterstaatssekretär für Sport
- Pierre Bazzo (* 1954), Radrennfahrer